# 睑虎科
睑虎科又可稱為擬蜥科，主要分布於亞洲、非洲、北美洲，底下有六個屬30多個物種，與其他壁虎不同，牠們有可移動的眼瞼。

## 分類
睑虎科下有2個亞科：
- 貓壁虎亞科 Aeluroscalabotinae 又名(貓守宮亞科)
  - 貓壁虎屬（Aeluroscalabotes）：又名貓守宮屬、猫眼虎属
    - 貓壁虎（Aeluroscalabotes felinus）
- 瞼虎亞科 Eublepharinae 又名(擬蜥亞科)
  - 美國守宮属 Coleonyx，鞘爪虎属
  - 擬蜥属 （Eublepharis）：又名(亞洲守宮屬)
    - 豹紋壁虎（Eublepharis macularius）

  - 瞼虎屬 （Goniurosaurus）：又名(東洋守宮属、洞穴瞼虎屬)
    - 里氏瞼虎（Goniurosaurus lichtenfelderi）

  - 半爪虎属 Hemitheconyx
    - 非洲肥尾守宮 Hemitheconyx caudicinctus (Duméril, 1851)
    - 泰勒肥尾守宮 Hemitheconyx taylori Parker, 1930

  - 全趾虎属 Holodactylus